# Ciorani
Ciorani es una comuna ubicada en el distrito de Prahova, Rumania.

## Superficie
Posee una superficie de 80,46 kilómetros cuadrados.

## Demografía
Hasta 2021 la población era de 5934 habitantes, con una densidad de población de 73,75 habitantes por kilómetro cuadrado.